# People Get Ready
"People Get Ready" foi um single de 1965 da banda The Impressions, e a faixa principal do álbum homônimo. O single é o mais conhecido trabalho do grupo, alcançando o terceiro lugar na tabela do Billboard R&B e o décimo-quarto lugar na tabela do Billboard Pop. A canção de influência musical gospel foi composta por Curtis Mayfield, e demonstrou a crescente preocupação social e política na sua maneira de escrever.
Esteve presente na lista das 500 melhores canções de todos os tempos da revista Rolling Stone. Ela também foi incluída pelo The Rock and Roll Hall of Fame entre as quinhentas músicas que moldaram o Rock and Roll (500 Songs that Shaped Rock and Roll). People Get Ready foi escolhida também como uma das 10 melhores canções de todos os tempos por um grupo de 20 grandes nomes da indústria da produção e composição musical, que incluía Paul McCartney, Brian Wilson, Hal David e outros, como foi dito a revista britânica Mojo.
A música foi gravada por inúmeros outros grupos e músicos, incluindo: Ziggy Marley; Dionne Warwick, Jeff Beck e Rod Stewart; Bob Dylan; Phil Collins; U2;Larry Norman; Aretha Franklin; The Doors; Alicia Keys;  Seal; Kevin Max; Oficina G3; The Blind Boys of Alabama; Ed Motta; Take 6 e Daniel Lima.